# دهستان گلاشکرد
دهستان گلاشکرد، یکی از دهستان‌های بخش مرکزی شهرستان فاریاب در استان کرمان ایران است. مرکز این دهستان، شهر فاریاب است.

## جمعیت
بر پایه سرشماری عمومی نفوس و مسکن در سال ۱۳۹۵، جمعیت دهستان گلاشکرد برابر با ۵٬۲۰۵ نفر بوده‌است.